# Ferrão
Carlos Vagner Gularte Filho (n. Chapecó, Brasil, 29 de octubre de 1990), más conocido como Ferrao, es un jugador de futsal brasileño que se desempeña de pívot en el  FC Barcelona y en la Selección Brasileña.

## Inicios
Sus inicios en el fútbol sala fueron propiciados por los conjuntos de Palmitos y Krona Joinville de su país natal (Brasil), pero tomó relevancia en la Liga rusa de fútbol sala, donde con el Club Tuymen se convertiría en el máximo goleador de dicha liga.
En el verano de 2014 el club ruso y el FC Barcelona llegaron a un acuerdo y este último lo fichó a cambio de 200 mil dólares en reemplazo de Fernandao  (33 años en 2014).
En tanto a su selección nacional, se destaca el título obtenido en 2010, con la selección sub-20 de aquel país consagrada en territorio colombiano.

## Trayectoria
- Actualizado el 25 de febrero de 2018[8]

| Temporada          | Club              |
| ------------------ | ----------------- |
| 05/06              | Palmitos          |
| 06/07              | Krona Joinville   |
| 08/09              | Atlântico Erechim |
| 09/10              | Cortiana/UCS      |
| 10/11              | Norte Catarinense |
| 11/12 - 13/14      | Club Tuymen       |
| 14/15 - actualidad | FC Barcelona      |

## Técnica
"Ferrão tiene un juego muy vertical y su estatura y envergadura aseguran estabilidad en el juego del equipo. Es diestro, pero no tiene reparos en utilizar la pierna izquierda. Dispone de un gran abanico de recursos para finalizar las jugadas, ya que es muy versátil y tiene un gran olfato goleador" (FCB). Se lo denomina "El Ronaldo del futsal".

## Palmarés
| Club/Selección  | Título/reconocimiento |
| --------------- | --- |
| FC Barcelona    | 2X UEFA Champions League 4X Ligas de España 4X Copa del Rey 3X Copa de España 3X Supercopa de España 6X Copa Cataluña |
| Brasil          | 1X Sudamericano Sub-20 |
| Individualmente | - 4X Mejor Pívot de la LNFS - 3X Pichichi de la LNFS - 1X Mejor jugador de la LNFS - 1X Pichichi de la Liga rusa de fútbol sala - 1X MVP de la Intercontinental 2018 - Futsal Awards Mejor jugador del mundo 2019 - Futsal Awards Mejor jugador del mundo 2020 - Futsal Awards Mejor jugador del mundo 2021 |